# 聖体
聖体（せいたい、ラテン語: eucharistia, 英語: eucharist）は、キリスト教の用語で、聖餐式で聖別されたパンとぶどう酒をさす。または、聖餐式で聖別されたパンのこと。
聖体はイエス・キリストの体の実体として信じられている。聖別によってパンとぶどう酒がキリストの体と血の実体に変化することを聖変化という。聖変化が典礼中のどの時点で行われるかについては、教派によって神学的見解が異なる。
『新カトリック大事典』によれば、聖体は聖餐式において「聖別されたパンとぶどう酒の形態におけるキリストの体」である。『正教会の手引き』によれば「ハリストス（キリスト）の体と血となったパンとぶどう酒のこと」である。

## 各教派の伝統

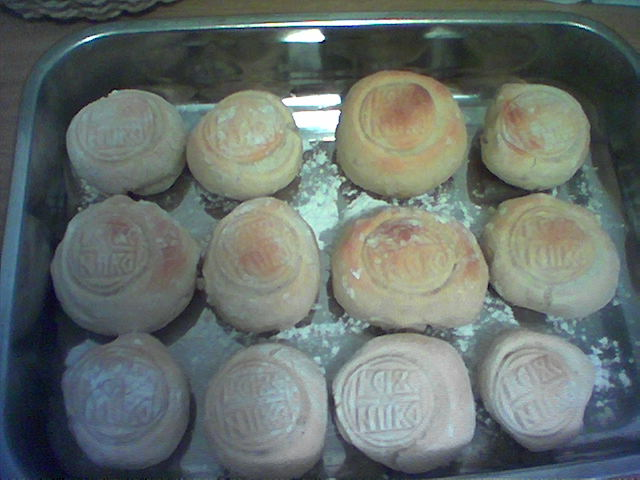
正教会の聖体礼儀で使われる聖パン（プロスフォラ）。写真に写っているのは聖変化に用いられる大きなパンではなく、聖体礼儀中の記憶と呼ばれる祈りに使われる小さなパンであるが、形状は同じものである。

### 東方教会
ギリシャ正教とも呼ばれるいわゆる正教会と、非カルケドン派正教会などの東方諸教会を含む東方教会（また加えて、様式面では東方典礼カトリック教会も）では、酵母（イースト菌）を用い、専用に作られた発酵パンを使用する。聖変化する前のパンをプロスフォラ（聖餅; せいへい、聖パン）と呼ぶ。聖変化したのちのものを「聖体」と呼ぶことはカトリック教会と同様である。
聖体礼儀では、1つの大きなパンを小さなかけらに切り分け、それを水で割ったぶどう酒の杯（聖爵：せいしゃく）に浸し、司祭または主教が杯の中から聖匙（）と呼ばれるスプーンでパンの一片を掬い出して、信徒はそれを口に含んで領聖する。
なお、聖体機密に用いるパン以外にも、「記憶」の祈りや、信徒の領聖後に振る舞われて誰でも食することができる「アンティドル」などにも聖餅が用いられる。

#### 正教会
正教会（ギリシャ正教）では、尊体と尊血を基本的に常にともに領聖するため、特別の用語は存在しない。また正教会では、聖変化したぶどう酒とセットに捉えて「尊体尊血」（そんたいそんけつ）と呼ぶことも多い。
正教会においては、乳児や重篤な病人などで固形物を嚥下するのが不可能な場合、尊体（パン）の領聖を行わず、尊血（ぶどう酒）のみをもって領聖と見なすことがある。

### 西方教会

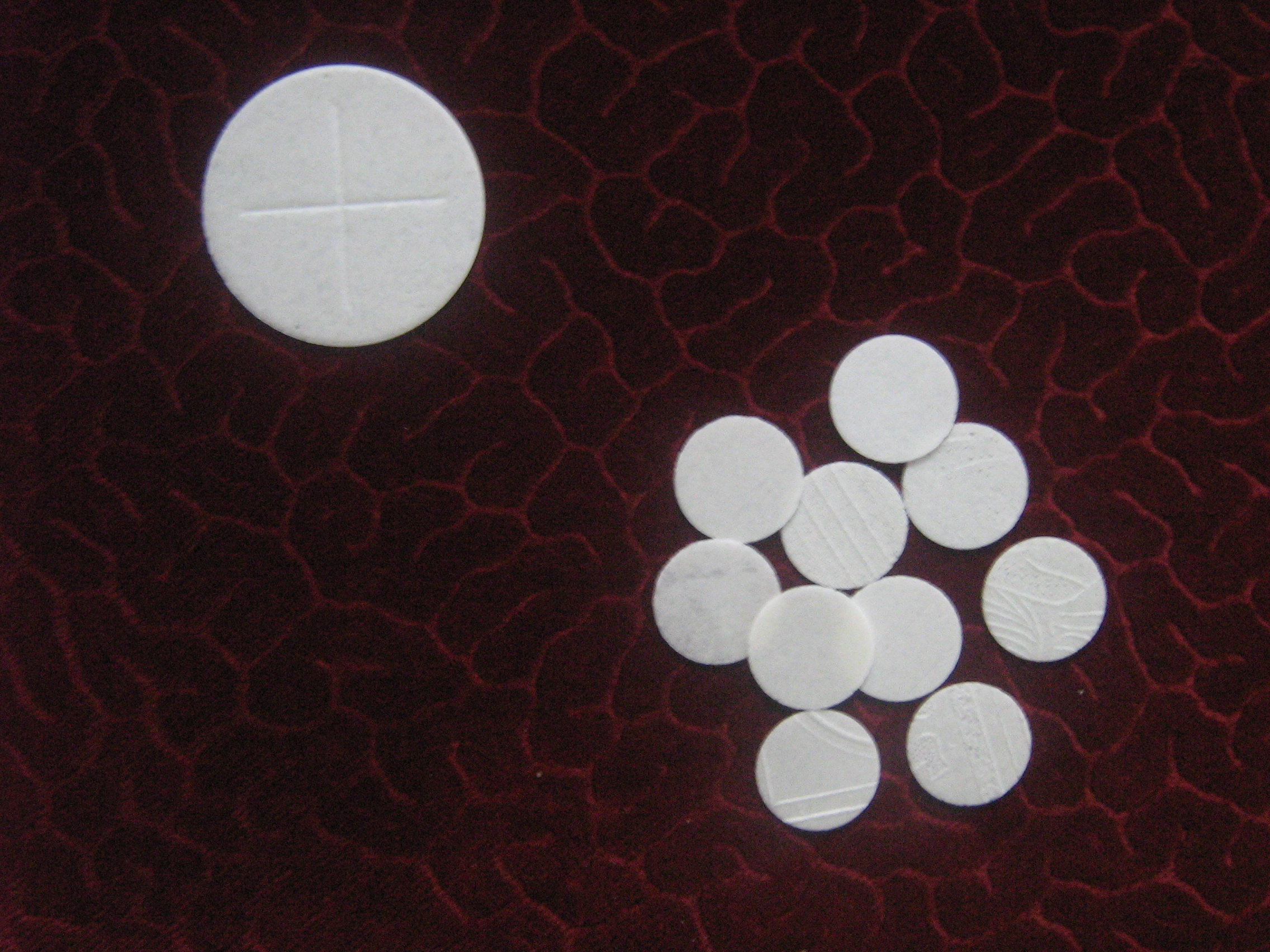
カトリック教会、聖公会、およびルター派など一部のプロテスタントで用いられる「ホスチア」とも呼ばれる無発酵パン。写真のように薄い形状をしたものがよく用いられるが、稀に煎餅のようにやや厚い無発酵パンを用いる教会もある。

#### ローマ・カトリック
ローマ・カトリック（東方典礼カトリック教会を含まない、狭義のカトリック教会）では、聖体のパンとして酵母を使わない一種のウエハースを用い、これをホスチアと呼ぶ。ホスチア (hostia) はラテン語で「いけにえ（の供え物）」という意味で、もともとは聖体として聖別されたパンとぶどう酒を指していたが、聖別されたパンの方だけをホスチアと呼ぶようになり、さらには聖餐用に作られた聖別される前の種なしパンをもホスチアと呼ぶに至った。聖餐式にホスチアと呼ばれるパンを用いるようになったのは12世紀頃からであるが、種なしパンの使用は9世紀頃に遡る。種なしパンを用いるのは過越祭で種なしパンを食べたことに由来し、ホスチアは修道院などで製造している。
洗礼を受けてから初めて聖体拝領することを「初聖体」（はつせいたい、First Communion）と呼び、カトリックでは7つの秘跡のうちの1つとされる重要な儀式である。自らの意思に基づく成人洗礼の場合は洗礼と同時に初聖体と堅信礼を行うが、幼児洗礼の場合は聖体拝領の意味がわかるようになる児童期に、そのための準備を行った上で受けることになる。年齢は特に定められていないが、幼稚園生から小学校低学年くらいで受けることが多い。
日本のカトリック教会では、敬意を込めて「御聖体」（ごせいたい）と呼ぶことが多い。カトリック教会の場合、パンとぶどう酒の両方を指して聖体という場合もある。その両方を信者が拝領することを「両形態」あるいは「両形色」による聖体拝領と呼ぶ。多くのカトリック教会では、ぶどう酒は聖職者のみが拝領し、平信徒はパンのみを拝領する。これを「単形態」あるいは「単形色」による聖体拝領と呼ぶ。
聖変化した聖体（パン）は「キリストのからだ」として拝礼の対象となり、ミサ中に拝領（領食）する以外にも、一部を残して聖堂の祭壇付近の箱や壁に造り付けた「聖櫃」に常に一定数保存しておき、聖堂を訪れた信徒が「聖体訪問」して拝礼することができる。また聖体賛美式などでキリストの臨在を示すものとして拝礼される（東方教会や聖公会では、聖体礼儀/聖餐式の中で、あるいは病床訪問の時などに領食する以外の目的には使われない）。

#### 聖公会・プロテスタント
聖餐論に関して、共在説や象徴説、臨在説を採る大部分のプロテスタントでは、化体説（全実体変化説）を認めないので、聖体という呼び方はしない。
ただし、広義のプロテスタントに分類されることもある聖公会（アングリカン）では、聖別後のパンとぶどう酒をそれぞれ「主イエス・キリストの体」「主イエス・キリストの血」と呼ぶ。ラテン典礼の流れを汲む聖公会でも、カトリックのホスチアと同様の酵母を使用しない無発酵のパンを用い、ウェファーやホーストと呼ぶ。また、聖公会の聖餐式（ユーカリスト）では、原則的に聖職も信徒も等しくパンとぶどう酒の両方を受けるが、この形を「二種陪餐」という。ぶどう酒は、司式者または信徒奉事者が手に持ったチャリスと呼ばれる杯から、一人一人聖卓の前に進み出て、口を付けて回し飲みする（一人飲むたびに、口を付けた部分を布で拭う）。あるいは「インティンクション」といって、手で受け取ったパンを杯のぶどう酒に軽く浸してから領食する場合もあり、未成年者や自動車運転者、アルコールに弱い人などはこの形式を採る。ルター派の一部でも、形式上はこれと同様の祭式が行われる。
ルター派の別の一部やその他のプロテスタントでは、専用に作られたものではない普通の発酵パンや、ぶどう酒に代えてノンアルコールのぶどうジュースを聖餐式に用いることが多くある。また、ぶどう酒やぶどうジュースは、小さな盃のようなガラス器に1人分を注ぎ、器を皿に載せて会衆に回し、それを受け取って自分の席で飲むという形式が多い。

## ギャラリー

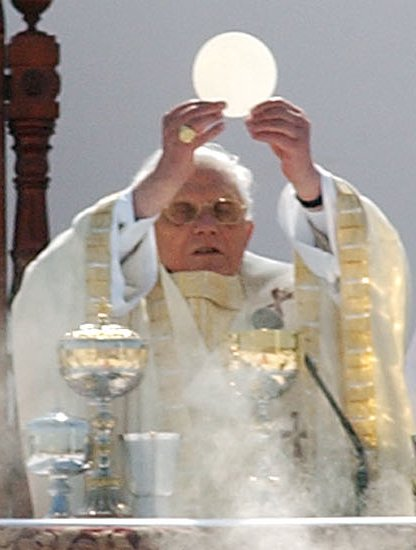
ベネディクト16世によるミサの司式
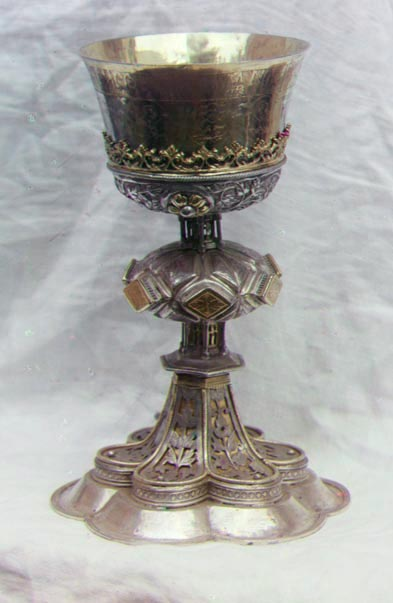
聖爵（コストロマのイパチェフ修道院のもの・セルゲイ・プロクジン＝ゴルスキーにより1911年撮影）